# Synthapex
Synthapex — российская ретровейв-группа, образованная в 2018 году музыкантом Вячеславом Степашиным (также известен, как Hadfes Oblivion) к которому позже присоединились российская мультиинструменталистка Мария Третьякова и немецкий вокалист Кэл Газтри (англ. Kal Gaztrea).

## История
Группа была основана Вячеславом Степашиным в 2018 во Владивостоке с целью взять перерыв от работы c метал-музыкой. 10 января 2019 года Synthapex выпустили свой первый сингл «Gone This Night». Премьера одноименного клипа, режиссером которого выступил Артур Лесницкий состоялась на YouTube. Клип получил положительные отзывы от зарубежных интернет-СМИ, а также от российских YouTube-блогеров Федора Тимофеева  и Кирилла Рубштейна (АртБланш).
22 ноября 2019 года Dr Chrispy, музыкальный продюсер австралийского происхождения, выпустил сборник ремиксов своих треков «VHS Remixed», на котором был представлен ремикс «Muromigawa» от Synthapex.
26 декабря 2019 года группа выпустила сингл «Cold Evening Scenes» и одноименный клип.
21 июля 2020 года группа выпустила EP «The Wake», в записи которого принял участие польский вокалист Себастьян Найдер (англ. Sebastian Najder) из польской прогрессив рок-группы HellHaven. Обложка для EP была нарисована Никитой Чанеловичем, известным, как автор обложек российской панк-рок-группы кис-кис. Релиз сопровождался премьерой лирик-видео и клипа на заглавную песню «The Wake», спродюсированных постоянным видеографом группы Артуром Лесницким.
20 октября 2020 года Synthapex объявили, что их дебютный альбом, получивший название «Embers City» будет выпущен в ноябре 2020 Тогда же группа опубликовала обложку альбома авторства американского художника Ariel ZB, наиболее известного благодаря тесному сотрудничеству с Perturbator.
В преддверии выхода альбома появилась информация, что Synthapex записали главную тему для комедийного сериала «Cyberpunk U.S.S.R.», пилотная серия которого вышла 10 ноября 2020 года на YouTube. 12 ноября 2020 года Synthapex представили композицию «Cyberpunk USSR Theme» на своём YouTube-канале .
17 ноября 2020 года группа выпустила свой дебютный альбом «Embers City». Премьера клипа на композицию «Inside Out» состоялась 19 ноября 2020 года на официальном YouTube-канале группы .
4 декабря 2020 года российский продюсер Acryl Madness выпустил альбом «Segments», на котором была представлена совместная композиция с Synthapex .
19 марта 2021 года состоялся первый концерт Synthapex во Владивостоке. 27 июня 2021 года Synthapex выступили во Владивостоке совместно с датским продюсером Daniel Deluxe .
14 февраля 2022 года коллектив выступил во Владивостоке на разогреве у шведской группы Pain .
1 апреля 2022 года группа выпустила сингл «Howl At The Moon» .

## Состав

### Текущий состав
- Вячеслав Степашин (Hadfes Oblivion; 2018 — н. в.) — соло-гитара, ритм-гитара, синтезаторы, бас-гитара, саунд-продюсер
- Диана Костина (2020 — н. в.) — вокал
- Мария Третьякова (Anlee Kiddo; 2019 — н. в.) — клавишные, синтезаторы
- Максим Бровко (2020 — н. в.) — соло-гитара, ритм-гитара
- Кирилл Эйдельман (2021 — н. в.) — бас-гитара
- Яна Дуб (2021 — н. в.) — барабаны

### Бывшие участники
- Кэл Газтри (Kal Gaztrea; 2019—2020) — вокал

### Сессионные участники
- Вангелис Симфоникс — вокал (2018)
- Елизавета Гукина — вокал (2019)
- Себастьян Найдер — вокал (2019)
- Даг Сванё — соло-гитара (2019)
- Джоэл Селсфорс — синтезатор (2020)
- Дэвид Люк — вокал (2020)
- Йони Теппо — вокал (2020)
- Леон «Relentless» — гитара (2020)
- Сергей Кашаев — ритм-гитара (2022)

## Дискография

### Студийные альбомы
- «Embers City» (2020)[30][31]

### Мини-альбомы
- «The Wake» (2020)[16][17]

### Синглы
- «Gone This Night» (2019)[5][41]
- «Akatharsia» (2019)[42][43]
- «Cold Evening Scenes» (2019)[14][44]
- «Howl At The Moon» (2022)[45][46]

### Клипы
- «Gone This Night» (2019)[47]
- «Akatharsia» (2019)[48]
- «Cold Evening Scenes» (2019)[49]
- «The Wake (Lyric Video)» (2020)[50]
- «The Wake (Music Video)» (2020)[51]
- «Inside Out» (2020)[52]